# Bangalore Stock Exchange
Die Bangalore Stock Exchange (BgSE) war eine öffentliche Wertpapierbörse mit Sitz in Bangalore, Indien, die sich vollständig im Besitz der indischen Regierung befand.

## Geschichte
Die 1963 gegründete BgSE notierte 595 regionale und überregionale Unternehmen. Im September 2005 kündigte sie Pläne für einen Börsengang an, bei dem sie mindestens 51 % ihrer Anteile veräußerte. Die Börse wurde von einem Verwaltungsrat geleitet, der sich aus vom Securities and Exchange Board of India ernannten Mitgliedern zusammensetzte. Sie war die erste Börse in Südindien, die 1996 den elektronischen Wertpapierhandel einführte.
Um mit dem rasanten technologischen Wandel und dem sich wandelnden Finanzsystem Schritt zu halten, ging die Börse 1996 mit ihrem Online-Handelssystems BEST (Bangalore Electronic Securities Trading) online.
Die Aktionäre der BgSE beschlossen in ihrer Hauptversammlung am 21. September 2013, bei der SEBI den Ausstieg aus dem Börsengeschäft durch freiwillige Rückgabe der Anerkennung zu beantragen. Daraufhin beantragte die BgSE am 8. Oktober 2013 bei der SEBI den Ausstieg aus dem Börsengeschäft. Am 26. Dezember 2014 genehmigte die SEBI den Ausstieg der BgSE aus dem Börsengeschäft.